# Miss Mondo 1983
Miss Mondo 1983, la trentatreesima edizione di Miss Mondo, si è tenuta il 17 novembre 1983, presso il Royal Albert Hall di Londra. Il concorso è stato presentato da Peter Marshall e Judith Chalmers. Sarah-Jane Hutt, rappresentante del Regno Unito è stata incoronata Miss Mondo 1983.

## Risultati

### Piazzamenti
| Risultato       | Concorrente |
| --------------- | --- |
| Miss Mondo 1983 | - Regno Unito - Sarah-Jane Hutt |
| 2ª classificata | - Colombia - Rocío Isabel Luna |
| 3ª classificata | - Brasile - Cátia Pedrosa |
| 4ª classificata | - Giamaica - Catherine Levy |
| 5ª classificata | - Islanda - Unnur Steinsson |
| 6ª classificata | - Panama - Marissa Burgos |
| 7ª classificata | - Stati Uniti - Lisa Allred |
| Top 15          | - Austria - Mercedes Stermitz - Belgio - Francoise Bostoen - Bolivia - Ana Maria Taboada Arnold - Hong Kong - Maggie Cheung - Irlanda - Patricia Nolan - Israele - Yi'fat Schechter - Jugoslavia - Bernarda Marovt - Paesi Bassi - Nancy Lalleman Heynis |

### Regine continentali
| Risultato | Concorrente                     |
| --------- | ------------------------------- |
| Africa    | - Liberia - Annie Broderick     |
| Americhe  | - Colombia - Rocío Isabel Luna  |
| Asia      | - Israele - Yi'fat Schechter    |
| Europa    | - Regno Unito - Sarah-Jane Hutt |
| Oceania   | - Australia - Tanya Bowe        |

### Riconoscimenti speciali
| Risultato        | Concorrente                    |
| ---------------- | ------------------------------ |
| Miss Personality | - Brasile - Cátia Pedrosa      |
| Most Photogenic  | - Jugoslavia - Bernarda Marovt |

## Concorrenti
- Aruba - Audrey Bruges
- Australia - Tanya Bowe
- Austria - Mercedes Stermitz
- Bahamas - Lucille Bullen
- Barbados - Nina McIntosh-Clarke
- Belgio - Françoise Bostoen
- Bermuda - Angelita Emily Diaz
- Bolivia - Ana Maria Taboada Arnold
- Brasile - Cátia Silveira Pedrosa
- Canada - Katharine Durish
- Cile - Gina Rovira Beyris
- Cipro - Katia Chrysochou
- Colombia - Rocio Isabel Luna Florez
- Corea del Sud - Seo Min-sook
- Costa Rica - Maria Argentina Meléndez Herrera
- Curaçao - Yvette Rowina Domacasse
- Danimarca - Tina Lissiette Dahl Joergensen
- Ecuador - Martha Lascano Salcedo
- El Salvador - Carmen Irene Alvarez Gallardo
- Filippine - Marilou Sadia Sadiua
- Finlandia - Sanna Marita Pekkala
- Francia - Frédérique Marcelle Leroy
- Gambia - Abbey Scattrel Janneh
- Germania - Claudia Zielinski
- Giamaica - Catherine Levy
- Giappone - Mie Nakahara
- Gibilterra - Jessica Palao
- Grecia - Anna Martinou
- Guam - Geraldine Santos
- Guatemala - Hilda Mansilla Manrique
- Honduras - Carmen Isabel Morales Ustariz
- Hong Kong - Margaret Cheung Man-Yuk
- India - Sweety Grewal
- Indonesia - Titi Dwi Jayati
- Irlanda - Patricia Nolan
- Islanda - Unnur Steinsson
- Isola di Man - Jennifer Huyton
- Isole Cayman - Effie Ebanks
- Isole Vergini Americane - Chandra Theresa Ramsingh
- Israele - Yi'fat Schechter
- Italia - Barbara Previato
- Jugoslavia - Bernarda Marovt
- Libano - Douchka Abi-Nader
- Liberia - Annie Broderick
- Malaysia - Michelle Yeoh Choo Kheng
- Malta - Odette Balzan
- Messico - Mayra Adela Rojas González
- Norvegia - Karen Elizabeth Dobloug
- Nuova Zelanda - Maria Sando
- Paesi Bassi - Nancy Lalleman Heynis
- Panama - Marissa Burgos Canalias
- Paraguay - Antonella Filartiga Montuori
- Perù - Lisbet Alcazar Salomón
- Polonia - Lidia Wasiak
- Porto Rico - Fatima Mustafá Vásquez
- Portogallo - Cesaltina da Conceição Lopes da Silva
- Regno Unito - Sarah-Jane Hutt
- Samoa - Theresa Thomsen
- Singapore - Sharon Denise Wells
- Spagna - Milagros Pérez Castro
- Stati Uniti - Lisa Gayle Allred
- Svezia - Liza Eva Törnqvist
- Svizzera - Patricia Lang
- eSwatini - Gladys Rudd
- Thailandia - Tavinan Kongkran
- Tonga - Anna Johansson
- Trinidad e Tobago - Esther Farmer
- Turchia - Ebru Ozmeric
- Turks e Caicos - Cheryl Astwood
- Uruguay - Silvia Zumarán
- Venezuela - Carolina Del Valle Ceruti Duijm